# Coscinodon trinervis
Coscinodon trinervis là một loài Rêu trong họ Grimmiaceae. Loài này được (R.S. Williams) Broth. mô tả khoa học đầu tiên năm 1916.